# エニセイ (列車)
エニセイ（ロシア語: Енисе́й）は、ロシア・シベリア鉄道のモスクワ - クラスノヤルスク間を結ぶ寝台急行列車。列車名はエニセイ川の河畔の大都市・クラスノヤルスクを起終点としていることに因む。
列車番号はNo. 55とNo. 56で、前者が上りクラスノヤルスク旅客駅発・ヤロスラフスキー駅（モスクワ）行き）、後者が下り（ヤロスラフスキー駅発・クラスノヤルスク駅行き）である。
運転時間は3泊4日で、毎日運行されている。
編成は18両くらいで、
1等:ソフトクラス寝台車（2人用個室）
2等:ハードクラス寝台車（4人用個室）
3等:ツーリストクラス寝台車
食堂車・トイレ
などが連結されている。
2010年現在、シベリア鉄道では最新鋭の車両が投入され、ビジネス客も相手にした便利なダイヤが組まれていることで、高い注目を集めている。このため、看板列車のロシア号（シベリア鉄道全線を走破）よりメディアへの露出度が高まっている。

## 停車駅
シベリア鉄道の主要駅一覧#本線を参照。